# Ruthless Records
Ruthless Records är ett amerikanskt hiphop-skivbolag som startades 1987 i Compton, Kalifornien av rapparen Eazy-E tillsammans med Jerry Heller. Det är baserat i Los Angeles och ägs numera av Sony BMG.